# Sterrhochaeta lineola
Sterrhochaeta lineola är en fjärilsart som beskrevs av W. Warren 1903. Sterrhochaeta lineola ingår i släktet Sterrhochaeta och familjen mätare. Inga underarter finns listade i Catalogue of Life.